# Châtillon-sur-Seine
Châtillon-sur-Seine település Franciaországban, Côte-d’Or megyében. Lakosainak száma 5404 fő (2022. január 1.). Châtillon-sur-Seine Massingy, Buncey, Prusly-sur-Ource, Sainte-Colombe-sur-Seine, Villiers-le-Duc, Maisey-le-Duc és Montliot-et-Courcelles községekkel határos.

## Fekvése
Montbardtől 33 km-rel északkeletre fekvő település.

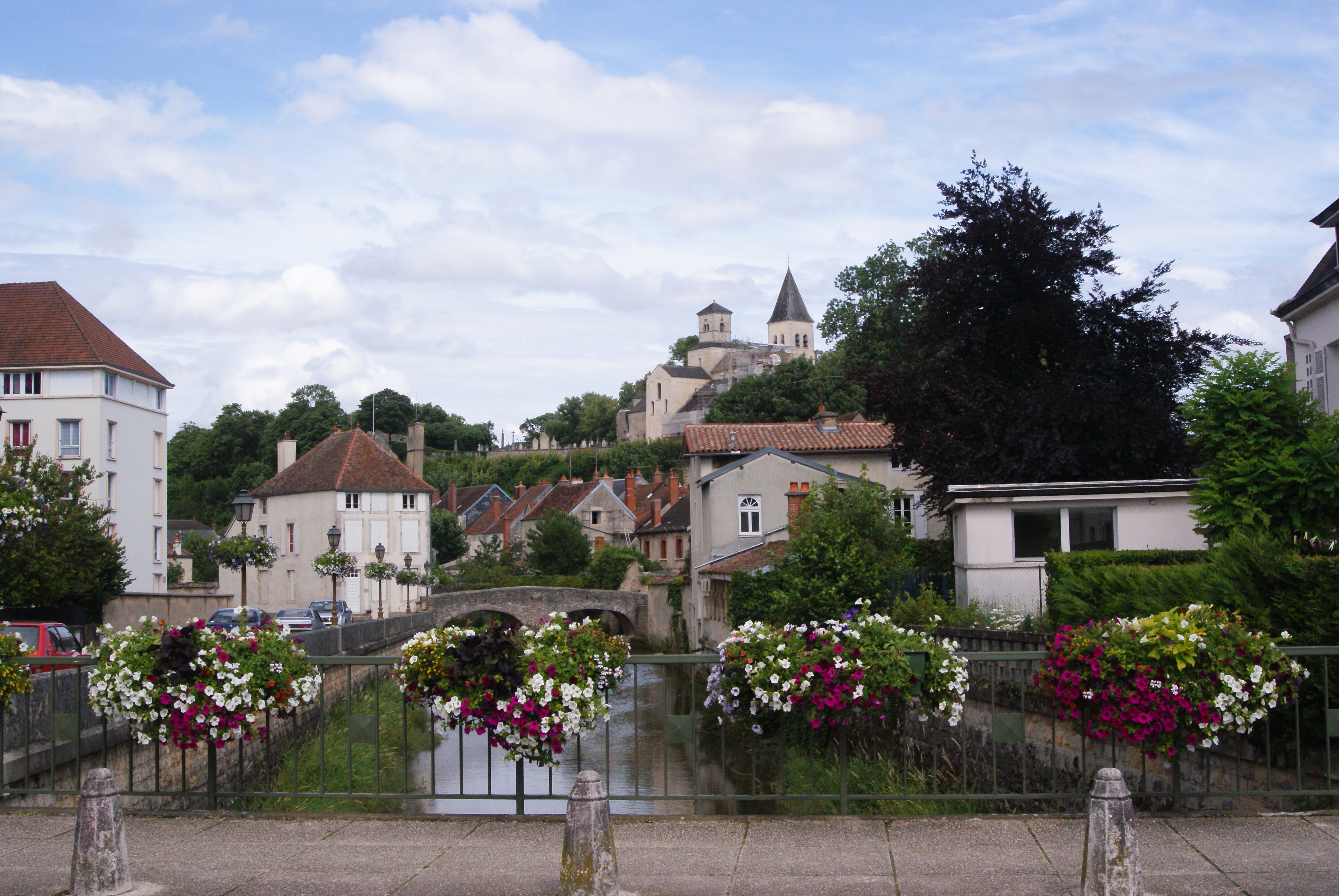
A város látképe a Szajna hídjáról

## Nevezetességek
- Vixi váza - A városka elsősorban a múzeumában őrzött, egyedülálló szépségű, úgynevezett vixi vázájáról ismert, mely valószínűleg görög bronzmunka. Magassága 1,64 m, szélessége 1,45 méter. Teljes súlya meghaladja a 200 kg-ot. Űrtartalma 1000 liter. A remek görög műalkotást valószínűleg az etruszk kereskedők hozták ide.

- St-Vorles templom

## Itt születtek, itt éltek
- Szent Bernát egykor itt nevelkedett.
- Auguste Marmont (1774 -1852)-  raguzai herceg, francia marsall itt született
- Désiré Nisard (1806-1888) - szerző és kritikus itt született
- Louis Paul Cailletet (1832-1913) - fizikus és feltaláló itt született
- Alice Prin (Kiki) (1901-1953) - éjszakai klub énekesnő, színésznő, modell és festő
- Damien Saez (1977) - énekes és dalíró.

## Galéria

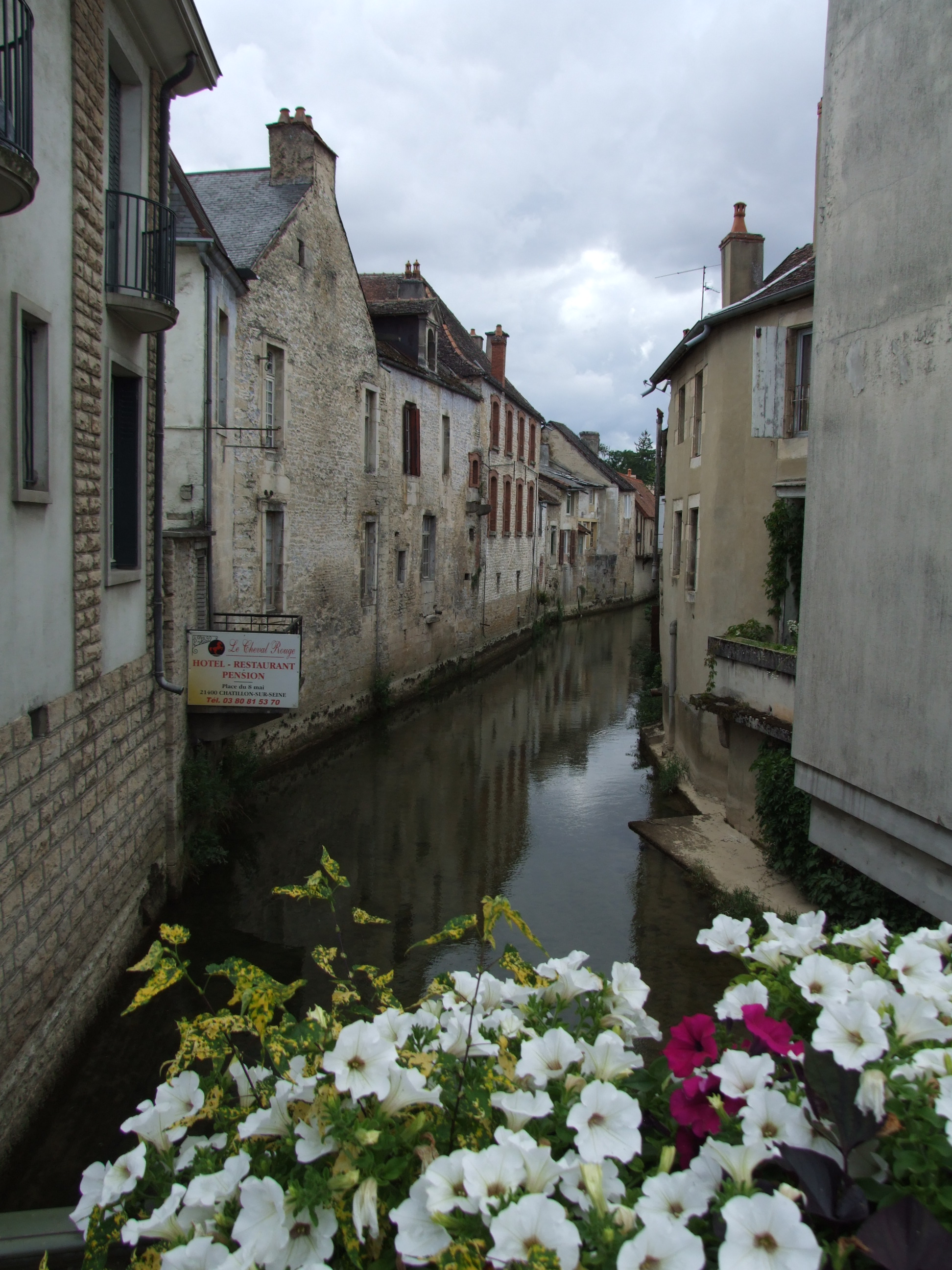
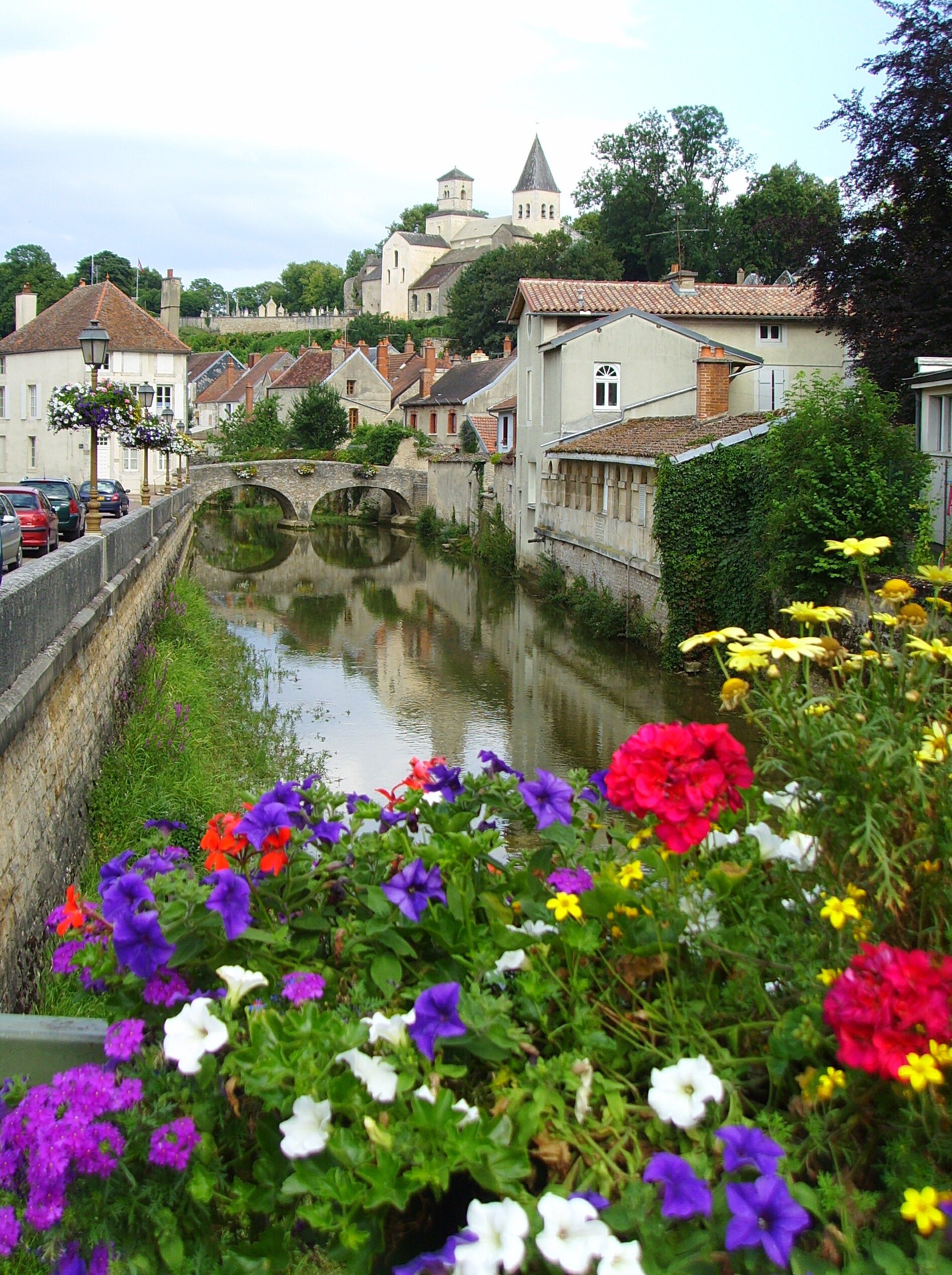
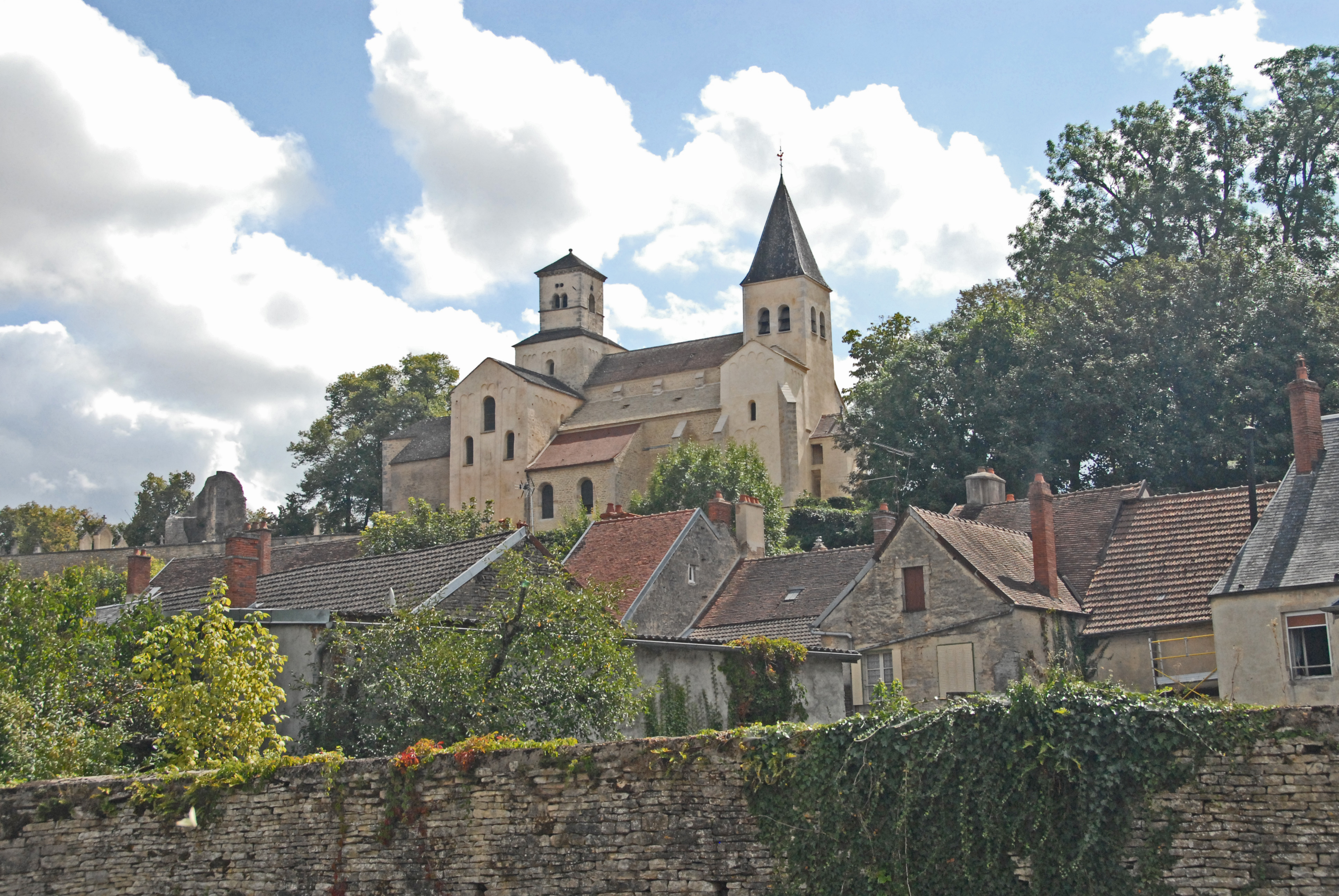
St-Vorles templom
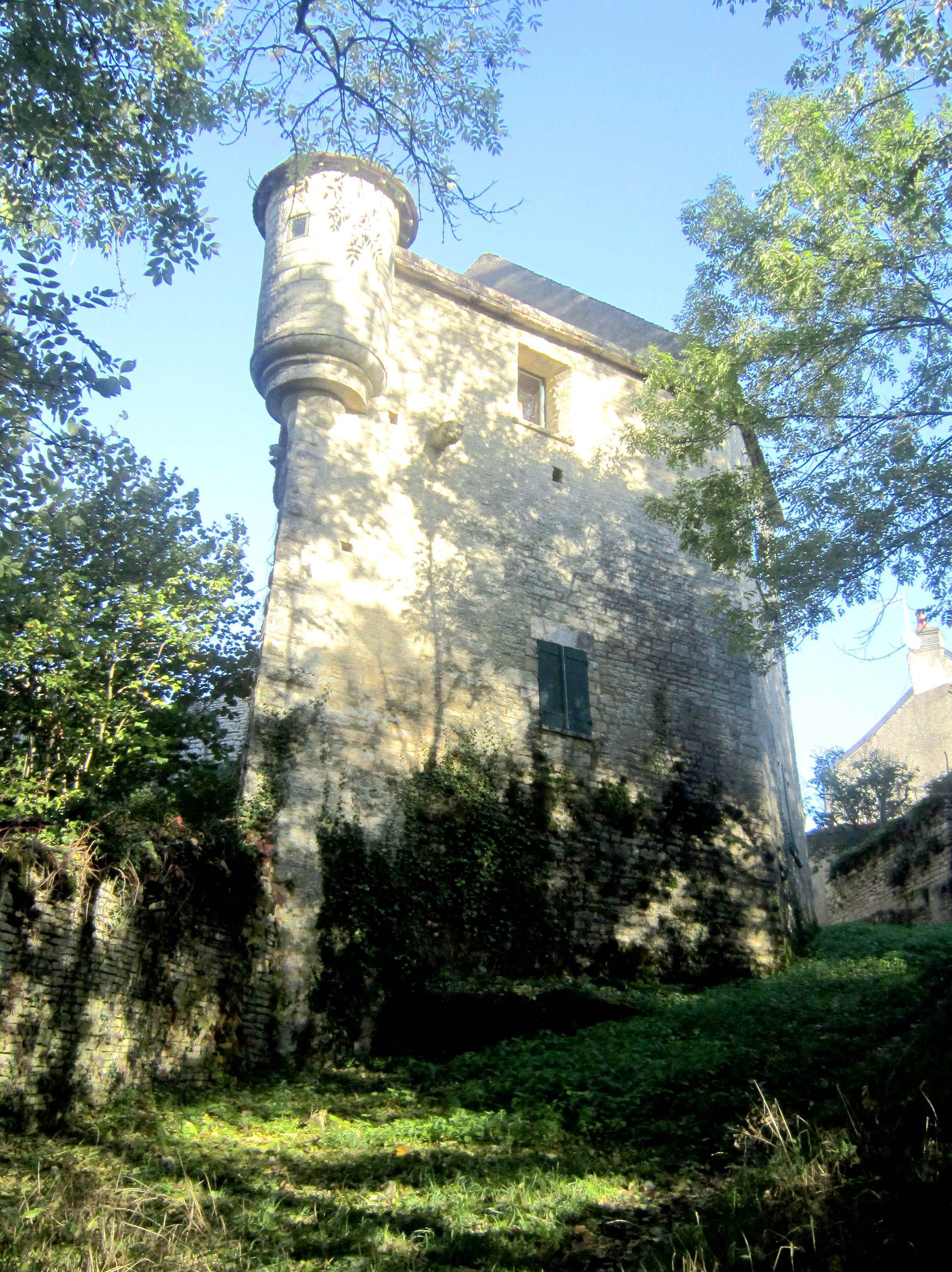
Bastion

## A vixi váza

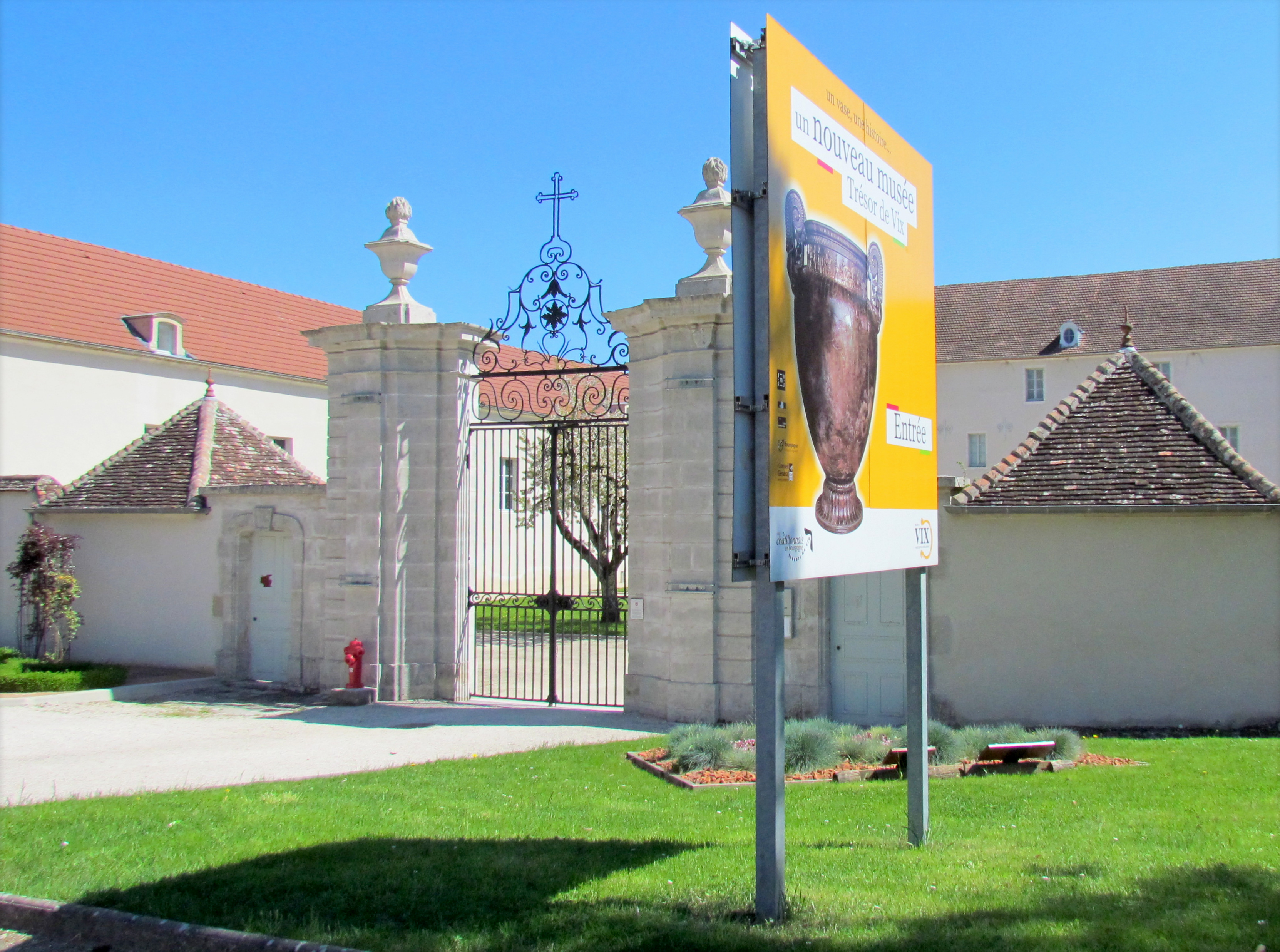
A múzeum épülete
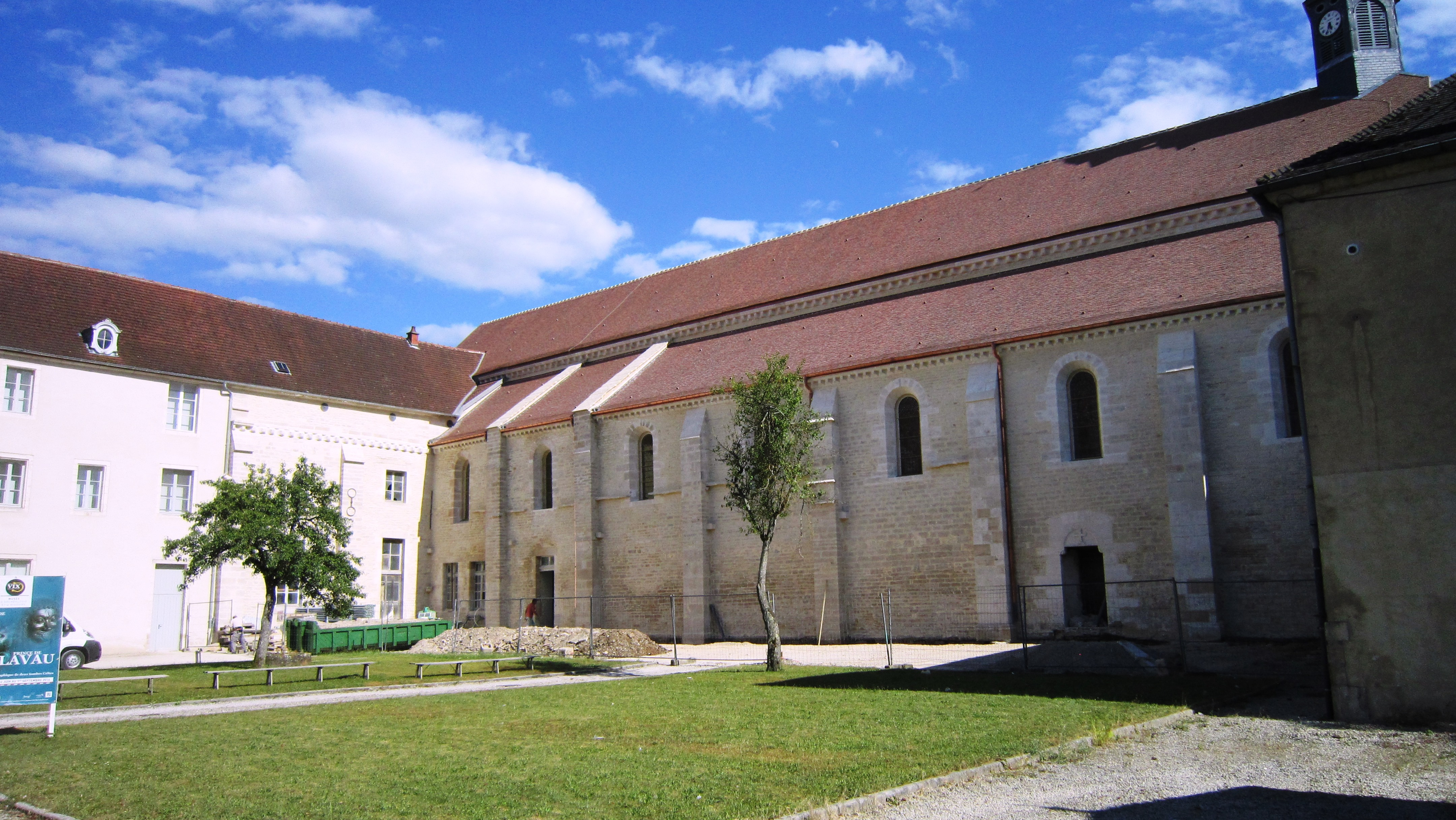
Múzeum
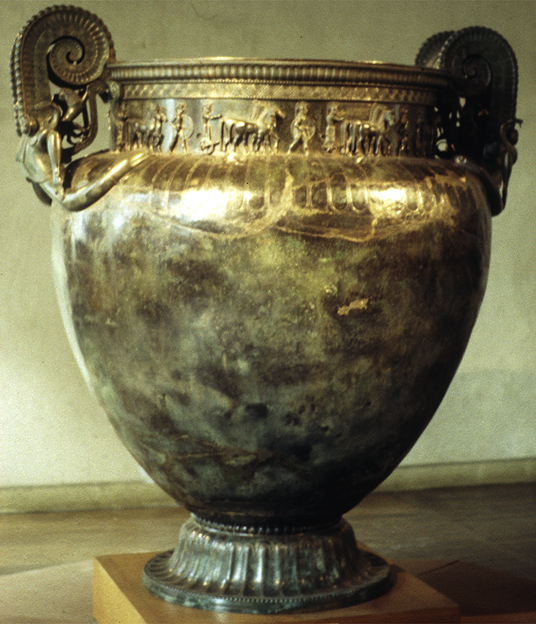
A vixi váza
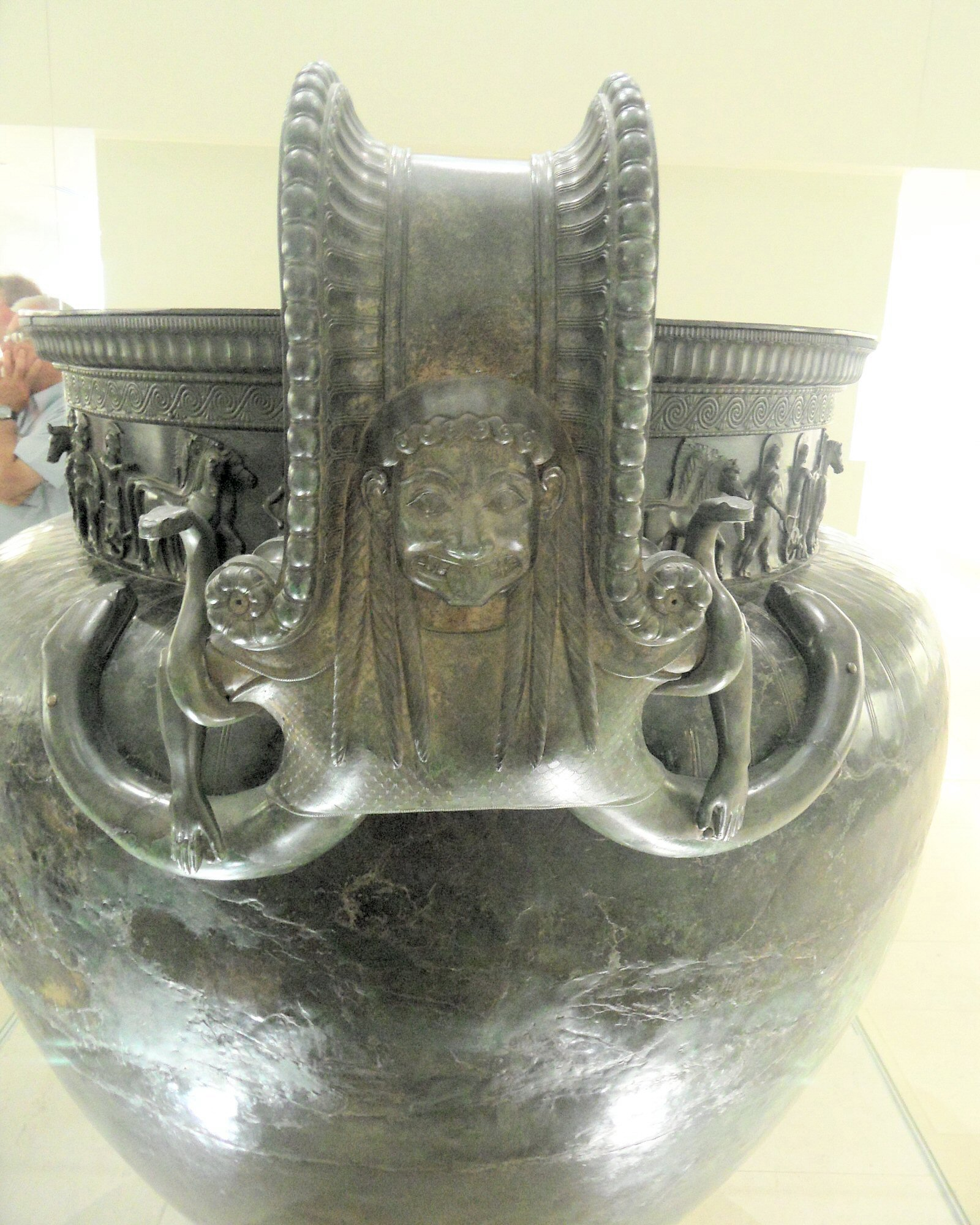
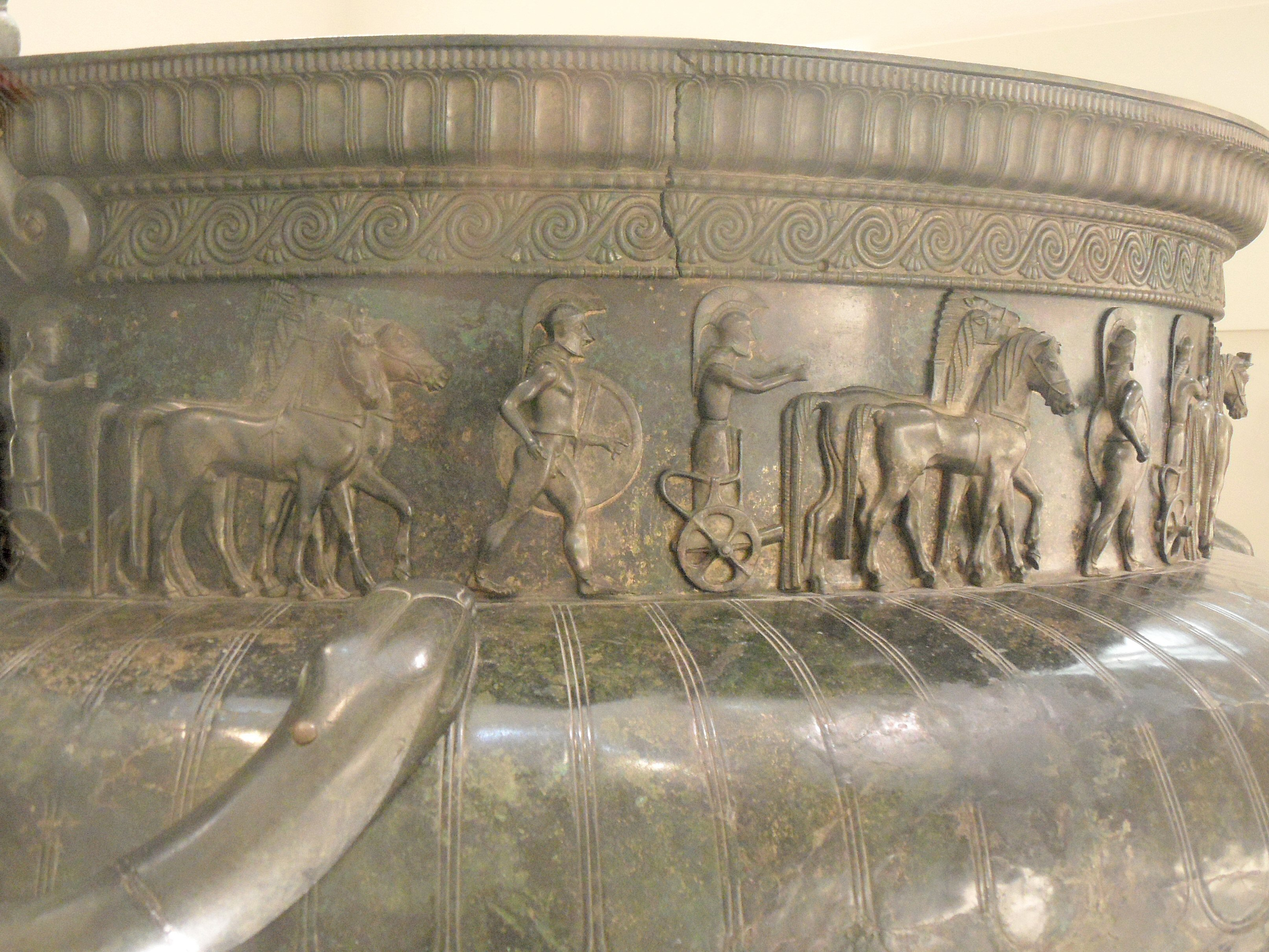
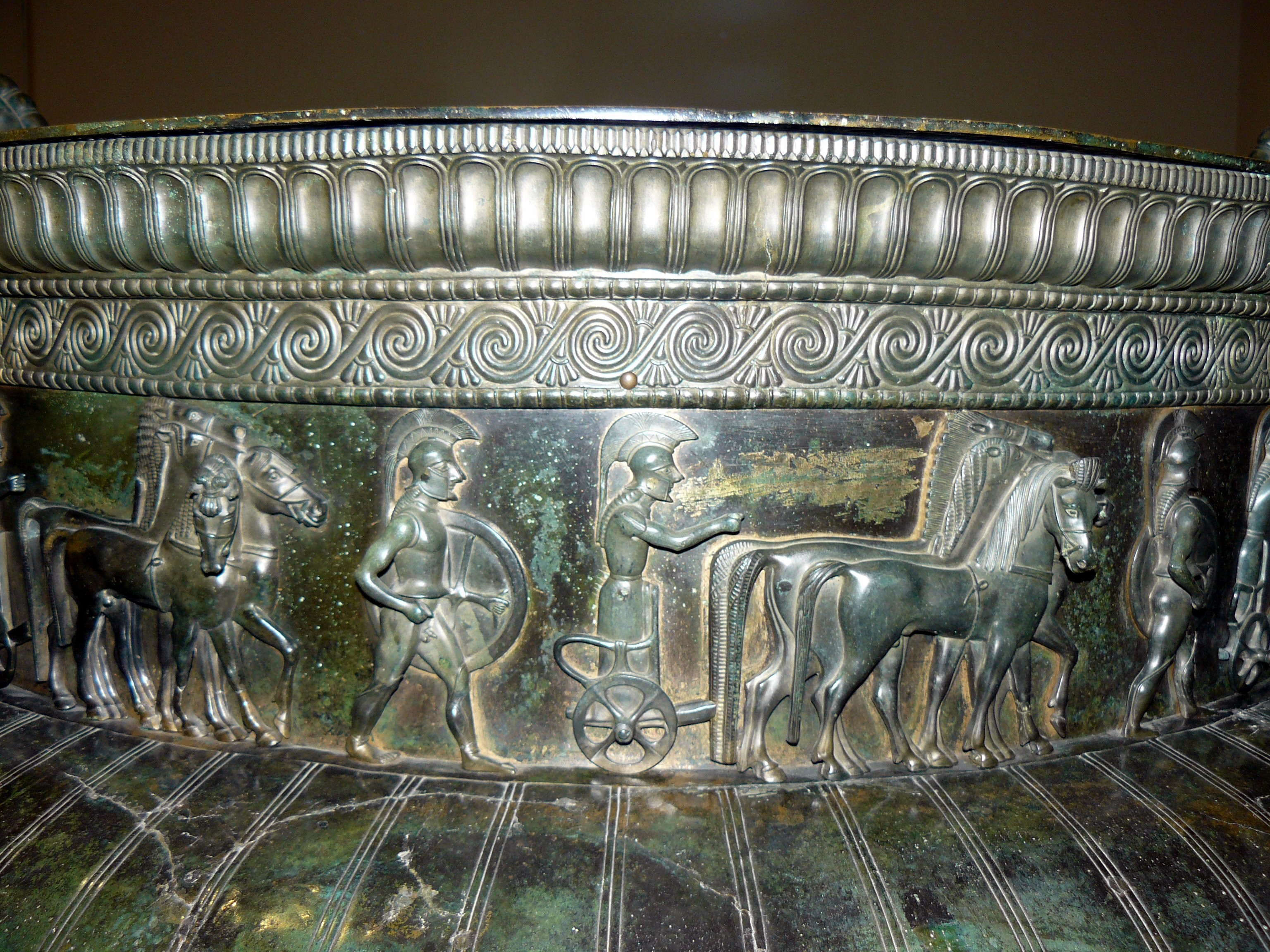

## Népesség
A település népességének változása:
| Lakosok száma | 6264 | 7561 | 6862 | 5837 | 5478 | 5385 | 5373 | 5347 | 5352 | 5404 |
|               | 1968 | 1982 | 1990 | 2006 | 2013 | 2015 | 2017 | 2019 | 2020 | 2022 |